# 河北九公
河北九公是指金宣宗于兴定四年（1220年）封地方武装首领王福等九人为“公爵”。
當時金朝受蒙古嚴重打擊，將都城南遷開封之後，在黃河以北一带出现了許多“義軍”。這些義軍是一些“抗蒙擁金”為號召的地方武裝勢力。在興定二年（1219年），金朝丢失太原、平陽等地並且在河朔一带割据已成定局的情况下，金宣宗於興定四年接受宣徽使移剌光祖等人的建議，封這些地方武裝首領九人为“公”，希望他們能幫助金朝抵抗蒙古。九公都兼任宣撫使，宣宗賜號“宣力功臣”，總帥本部兵馬，可以任免官吏，征收賦税，賞罰號令自便。金末，在蒙古軍隊的強烈攻擊下，九公有的投降自保，有的被誅殺，並未能保住金朝。

## 政策辯論
興定三年（1219年），金宣宗以太原不守，河北州縣不能自立，詔百官議所以為長久之利者。翰林學士承旨徙單鎬等十有六人以謂「制兵有三，一曰戰，二曰和，三曰守。今欲戰則兵力不足，欲和則彼不肯從，唯有守耳。河朔州郡既殘毀，不可一概守之，宜取願就遷徙者屯于河南、陝西，其不願者許自推其長，保聚險阻。」
刑部侍郎奧屯胡撒合三人曰：「河北于河南有輔車之勢，蒲、解於陝西有襟喉之要，盡徙其民，是撤其籓籬也。宜令諸郡，選才幹眾所推服、能糾眾遷徙者，願之河南或晉安、河中及諸險隘，量給之食，授以曠土，盡力耕稼。置僑治之官，以撫循之。擇其壯者，教之戰陣。敕晉安、河中守臣檄石、嵐、汾、霍之兵，以謀恢復，莫大之便。」
兵部尚書烏林答與等二十一人曰：「河朔諸州，親民掌兵之職，擇土人嘗居官、有材略者授之，急則走險，無事則耕種。」
宣徽使移剌光祖等三人曰：「度太原之勢，雖暫失之，頃亦可復。當募土人威望服眾者，假以方面重權。能克復一道，即以本道總管授之。能捍州郡，即以長佐授之。必能各保一方，使百姓復業。」
提點尚食局石抹穆請以高爵募民，大概同光祖議。
至此，臣工都建議對守臣贈位開府和三公以行籠絡，宣宗意未決。御史中丞完顏伯嘉進曰：「宋人以虛名致李全，遂有山東實地。苟能統眾守土，雖三公亦何惜焉。」金宣宗怕事後公府所剩無幾，完顏伯嘉認為問題可以解決，以三公鎮守地方也是可以的，金宣宗遂決心進行籠絡政策。

## 執行封爵
興定四年（1220年）二月，金宣宗封九名地方豪強为公爵，並稱「九公」。九公皆兼宣撫使，階銀青榮祿大夫，賜號「宣力忠臣」，總帥本路兵馬，署置官吏，征斂賦稅，賞罰號令得以便宜行之。
金宣宗仍賜詔曰：「乃者邊防不守，河朔失寧，卿等自總戎昭，備殫忠力，若能自效，朕復何憂。宜膺茅土之封，復賜忠臣之號。除已畫定所管州縣外，如能收得鄰近州縣者，亦聽管屬。」

## 九公
- 滄海公：滄州經略使王福
- 河間公：河間路招撫使移剌眾家奴
- 恆山公：真定經略使武仙
- 高陽公：中都東路經略使張甫
- 易水公：中都西路經略使靖安民
- 晉陽公：遼州從宜郭文振
- 平陽公：平陽招撫使胡天作
- 上黨公：昭義軍節度使張開
- 東莒公：山東安撫副使燕寧